# Sichów (Lwów)
Sichów (ukr. Сихів) – część miasta Lwowa  na Ukrainie, w obwodzie lwowskim, w rejonie sichowskim. Leży w południowej części miasta. Dawniej samodzielna wieś.
W II Rzeczypospolitej do 1934 samodzielna gmina jednostkowa. Następnie miejscowość należała do zbiorowej wiejskiej gminy Dawidów w powiecie lwowskim w woj. lwowskim. Sichów utworzył wtedy gromadę, składającą się z miejscowości Sichów, Pierogówka, Sichowska Wola. 
Podczas II wojny światowej włączony do Lwowa (w dystrykcie Galicja (Generalne Gubernatorstwo). Po wojnie w Związku Radzieckim, gdzie przejściowo odzyskał samodzielność. Do Lwowa włączony permanentnie 13 czerwca 1952. 
W 1910 r. mieszkańcy wsi własnym kosztem wznieśli tu kościół rzymskokatolicki pw. NMPanny Królowej Polski. W 1927 r. erygowano przy nim parafię, prowadzoną przez bernardynów. W 1936 r. kościół został rozbudowany wg projektu architekta Andrzeja Frydeckiego. W 1946 r., po ekspatriowaniu Polaków świątynię przejęli duchowni prawosławni, nadając jej wezwanie św. Michała Archanioła, a w 1990 r. greckokatoliccy. 
W listopadzie 1932 roku oddano w Sichowie do użytku Dom Ludowy TSL im. Marszałka Józefa Piłsudskiego.
W czerwcu 2001 r. w Sichowie odbyło się spotkanie papieża Jana Pawła II z młodzieżą. W latach 2008–2018 wzniesiono tu nowy kościół rzymskokatolicki pw. Michała Archanioła. Świątynia, zaprojektowana przez Stanisława Niemczyka, zbudowana została z cegieł, w tym też z cegieł pozyskanych z rozbiórki starych domów w centrum Lwowa. Wnętrze, nietynkowane, zdobi obraz św. Michała Archanioła, pędzla prof. Antoniego Cygana. Do Sichowa przylegają spore tereny leśne. W 2004 r. dawną leśniczówkę hrabiów Potockich przebudowano na ochronkę dla dzieci, którą prowadzą siostry służebniczki (śląskie). 